# Sint-Michielsgesticht
Het Sint-Michielsgesticht was een tehuis voor wezen en bejaarde vrouwen in Poperinge. Later werd het ook een hospitaal, een kazerne en een hopmagazijn. Van 1970 tot 2009 fungeerde het als Stedelijke Muziekacademie en stadsbibliotheek.

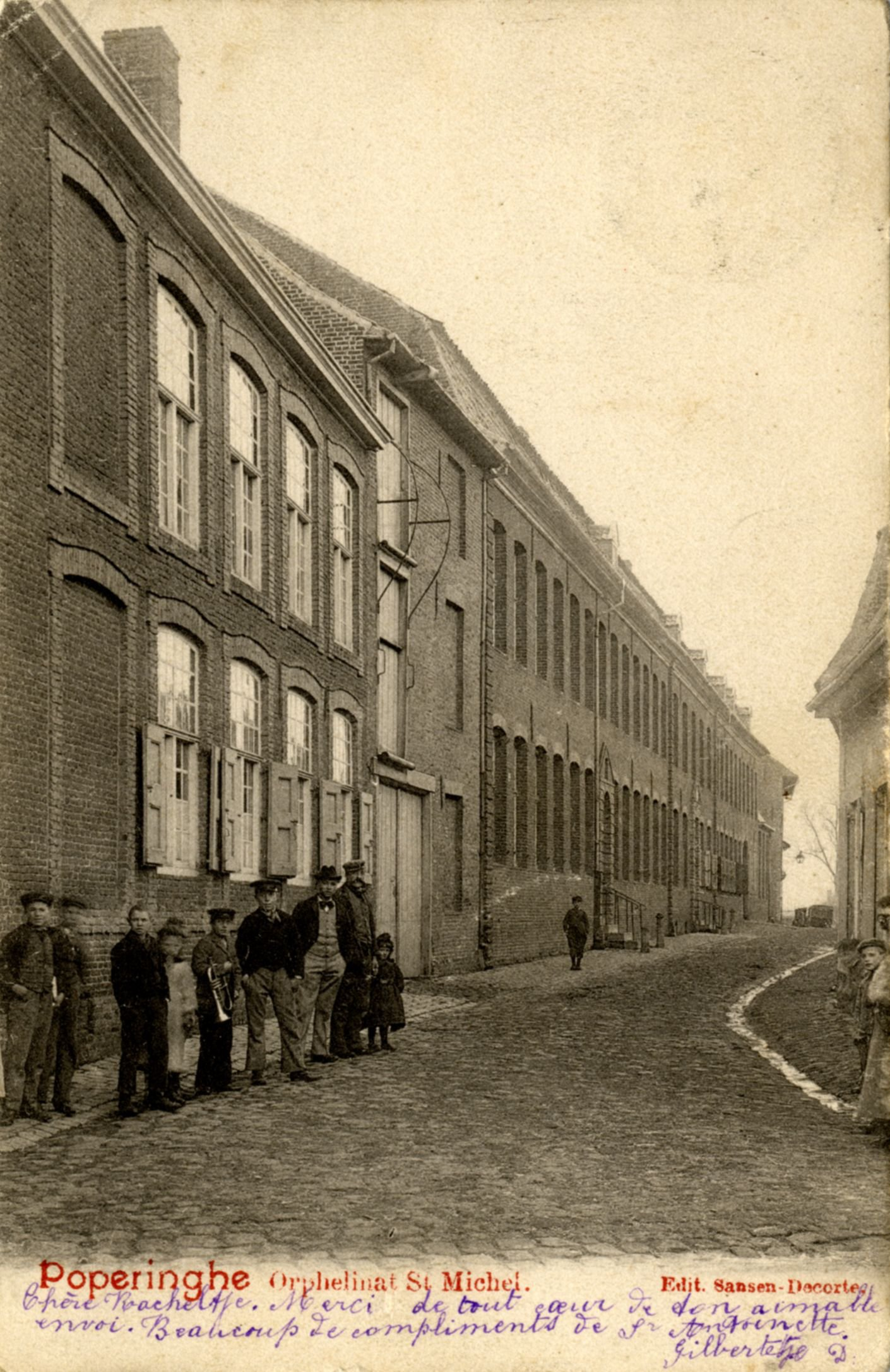
Sint-Michielsgesticht ca. 1904.

Omstreeks 1730 vatte kanunnik Proventier, voorzitter van het seminarie te Ieper, het plan op een gesticht op te richten voor weesmeisjes. In 1754 kwamen drie juffrouwen naar Poperinge. Ze waren geen zusters maar volgden wel een regel. Ghislene Messer, de overste, Catherine de Salmon en Regine Debaenst hielpen kanunnik Proventier met de oprichting van het gesticht. In 1754 nog kochten ze drie huizen in de Sint-Michielsstraat (nu Werf), in 1760 kochten ze nog een aanpalend huis en men begon met de bouw van het Sint-Michielsgesticht. In 1765 was men dan uiteindelijk klaar met de bouw. Daarna werden wezen opgevangen, ze genoten hier ook onderwijs. Later werden hier ook een kantwerkschool voor meisjes, een zondagsschool voor meisjes en jongens en ten slotte een dagschool voor jongens ondergebracht. Even was zelfs sprake om het moederhuis van Ieper af te schaffen en onder te brengen in het gesticht. Maar tijdens de schermutselingen na de Franse Revolutie deden de gebouwen dienst als hospitaal voor het Oostenrijks leger, daarna werd het een Franse kazerne. Het gesticht ging de 19e eeuw in onder een diepe schuldenlast, daarop werd beslist het bestuur over te dragen aan de "disch" (de openbare onderstand). Zij lieten de bejaarde vrouwen uit het "Oudewijvenhuis" in de Veurnestraat overkomen naar het Sint-Michielsgesticht. Maar de schulden bleven en de gebouwen waren in slechte staat. Toen werd beslist de wereldlijke meesteressen te vervangen door religieuzen van het Gasthuis.
In 1901 en 1906 werd het gesticht uitgebreid doordat burgemeester Berten enkele huizen kocht de aansloten op het Sint-Michielsgesticht en deze schonk. Tijdens de Eerste Wereldoorlog gingen de weesmeisjes van het gesticht naar een zogenaamde schoolkolonie in Sèvres, Frankrijk.
In oktober 1970 werd het gebouw verlaten om plaats te maken voor de stadsbibliotheek en de kantwerk-, teken- en muziekschool. De bibliotheek De Gilde van het katholieke Davidsfonds en de socialistische bibliotheek De Volksontwikkeling werden samengevoegd in het Sint-Michielscomplex. In 2006 verhuisde de bibliotheek naar een nieuw gebouw in de Veurnestraat. De Kunstacademie moest in 2009 noodgedwongen verhuizen naar het oude Mariaziekenhuis omwille van structurele problemen aan het gebouw. Sindsdien staat het complex leeg. De bedoeling is dat op termijn sociale appartementen verrijzen in het gebouw.